# Конфликт в Сагре
Конфли́кт в Сагре́ — массовое столкновение со стрельбой между жителями посёлка Сагра, находящегося в 40 км от Екатеринбурга, и приехавшей из Екатеринбурга бандой, произошедшее 1 июля 2011 года. В результате перестрелки погиб один из нападавших — 28-летний уроженец Грузии Фаиг Мусаев.
После обращения местных жителей в фонд «Город без наркотиков» и вызвавшего большой резонанс сообщения в «Живом журнале», к данному событию было привлечено общественное внимание.
По результатам расследования нескольким десяткам нападавших были предъявлены обвинения в бандитизме.

## Предыстория
Причиной перестрелки стал конфликт между жителями посёлка и переселившейся в посёлок цыганской семьёй Краснопёровых. Уже в ходе расследования перестрелки выяснилось, что цыган Сергей Краснопёров на самом деле является Вячеславом Лебедевым, находящимся с 1995 года в федеральном розыске за хулиганство и применение насилия в отношении представителя власти. Он проживал в Сагре без регистрации и по поддельным документам. Ранее в СМИ утверждалось, что его сестра Валентина Лебедева принадлежит к клану Лебедевых, многие из которых были осуждены за наркоторговлю. По словам жителей посёлка, семья занималась в том числе и торговлей наркотиками, а работников этой семьи неоднократно ловили на кражах.
29 июня 2011 года в Сагре снова был обворован дом одного из жителей посёлка. Подозрение местных жителей в краже сразу пало на чужаков-бомжей, работавших на цыгана Сергея Краснопёрова (Вячеслава Лебедева) за еду и водку. Местные жители явились в усадьбу к цыгану и потребовали вернуть ворованное, однако Краснопёров (Лебедев) отверг все выдвинутые против него обвинения. Тогда делегация местных жителей потребовала от него покинуть посёлок Сагра. Краснопёров (Лебедев), возмутившись подобными требованиями, обратился за помощью в конфликте к неким «друзьям-азербайджанцам».
30 июня в деревню приехали двое человек кавказской внешности и стали искать хозяина обворованного жилища, однако того в деревне на тот момент не оказалось. Тогда кавказцы подловили двух подростков и велели передать местным жителям, чтобы те завтра к 16 часам собирались «на стрелку».

## Ход конфликта
Поводом для начала конфликта стал ультиматум, который местные жители выдвинули цыганской семье Красноперовых, торгующих наркотиками. Селяне попросили их покинуть Сагру. «Сразу после выселения, 1 июля, глава клана Красноперовых позвонил жителю поселка Сергею Зубареву и, что называется, „забил стрелку“ с местными на 16 часов. Парни собрались к нужному сроку, позвав на помощь и ребят из поселка Исеть. Однако никто не приехал. Ближе к ночи, в 23 часа, жители соседней Исети позвонили в Сагру и рассказали, что в сторону населённого пункта движется 15 машин».
Узнав, что к поселку приближается группа на автомашинах, житель поселка Сергей Зубарев (которого позже задержала полиция по подозрению в убийстве) позвонил в полицию. Но в полиции звонок Зубарева, по его словам, «выслушали прохладно».

Милиция мне дала городской телефон. Я сказал, что стреляют… Они говорят, что выехали. И вот 40 минут ехали. Даже больше
Члены ОПГ на 15 автомашинах подъехали к поселку Сагра. Нападавшие были вооружены цепями, палками, ножами и огнестрельным оружием. Однако 10 местных жителей несмотря на численное превосходство нападавших решили обороняться. Они устроили засаду, открыв по нападавшим огонь из охотничьих ружей.

## Расследование
В субботу 2 июля было возбуждено уголовное дело по статье 105 УК РФ (убийство).
Были задержаны жители Сагры Сергей Зубарев и владелец единственного зарегистрированного в посёлке ружья Виктор Городилов. Городилова подозревали в убийстве, Зубарева — в хулиганстве.
Местные правоохранительные органы первоначально называли события «пьяной дракой».
Утром в понедельник 4 июля в ЖЖ появилась первая запись о происшествии от сотрудника фонда «Город без наркотиков» Малёнкина, повторённая в своём блоге Евгением Ройзманом. Большой общественный резонанс привлек к происшествию внимание руководства силовых структур.
5 июля Сагру посетил заместитель прокурора области Дмитрий Чуличков, уполномоченный по правам человека Татьяна Мерзлякова, и. о. прокурора Верхней Пышмы А. Иньшаков, ОВД по Верхней Пышмы Марат Халимов и глава Верхнепышминского городского округа Надежда Мамаева. На эту дату всего по делу задержаны были трое, все — жители Сагры, но обвинения им предъявлены не были. В этот же день был отпущен под подписку о невыезде один из этих троих — Сергей Зубарев.
6 июля на единственном въезде в посёлок был выставлен круглосуточный полицейский наряд, проверяющий все въезжающие машины. Вечером 6 июля в Сагру прибыли сотрудники Верхнепышминского следственного комитета. Они провели обыски в нескольких домах посёлка, причем продолжались они до полуночи, хотя статьёй 164 УПК РФ обыски в ночное время разрешены только в случаях, не терпящих отлагательства.
Утром в четверг 7 июля губернатор Свердловской области Александр Мишарин провёл совещание руководителей силовых структур области по этому вопросу.
Начальник ГУ МВД по Свердловской области Михаил Бородин на этом совещании в ответ на вопрос губернатора, сколько было участников конфликта ответил: «Ну, примерно 50 на 50. Это чисто криминальная разборка… проверили по всем учётам, в том числе оперативным… Информации у нас о том, что именно цыган занимался распространением наркотиков, не было». Глава свердловского управления ФСКН Сергей Гапонов также опроверг информацию о том, что в основе событий наркотики и заявил о том, что у оперативных подразделений наркоконтроля, полиции, ФСБ, нет информации о том, что кто-либо в посёлке занимался распространением наркотиков.
В этот же день на место происшествия приезжал председатель Следственного комитета РФ А. И. Бастрыкин. Он взял это дело под свой личный контроль. Изначально было возбуждено дело об убийстве, потом было возбуждено два дела о хулиганстве, позднее все эти три дела были объединены в одно. После встречи с жителями Сагры Бастрыкин провел в Екатеринбурге оперативное совещание, посвященное расследованию дела. В совещании приняли участие губернатор, главный федеральный инспектор, руководители всех силовых структур области. По итогам совещания была создана совместная следственно-оперативная группа с участием МВД, ФСКН и ФСБ.
 В субботу 9 июля губернатор области А. C. Мишарин первый раз посетил Сагру, встретившись с населением. Присутствовавший вместе с ним начальник ГУ МВД Михаил Бородин заявил, что участники перестрелки со стороны жителей Сагры пытаются преподнести информацию в выгодном им свете.
Также 9 июля 75 жителей Сагры написали открытое письмо в адрес руководства страны.
14 июля по сообщению Интерфакса в отношении начальника ОВД по Верхне-Пышминскому и Среднеуральскому городским округам, в зону ответственности которого входит посёлок Сагра, полковника Марата Халимова. Архивировано из оригинала 14 июля 2011 года. возбуждено уголовное дело по статье 293 УК РФ (халатность). По информации, опубликованной ранее «Московским комсомольцем», Халимов, возможно, угрожал задержанным жителям поселка кровной местью.
14 июля Следственный комитет РФ официально подтвердил, что предполагаемый организатор нападения на Сагру Сергей Краснопёров является Вячеславом Лебедевым.
25 июля А. Бастрыкин указал на неполное служебное соответствие руководителя следственного управления по Свердловской области В. Задорина в связи с низким качеством расследования на начальном этапе.
4 августа Рашид Нургалиев провел оперативное совещание в ГУ МВД по Свердловской области, где сообщил что после конфликта в Сагре могут быть уволены некоторые полицейские.
13 октября были возбуждены уголовные дела по статье 293 «Халатность» против участкового В. Зайниева и начальника милиции общественной безопасности С. Зиновьева.
Как заявил[когда?] в Совете Федерации заместитель генпрокурора РФ Юрий Пономарев

Уголовное дело расследуется следственным управлением СК РФ по УрФО, находится на прокурорском надзоре… Сейчас работа по уголовному делу нацелена на закрепление доказательной базы. Дело планируется направить в суд до Нового года
По факту перестрелки следственным управлением СК по УрФО было возбуждено[когда?] несколько уголовных дел по ст. 209 УК РФ («Бандитизм»), ст. 212 УК РФ («Массовые беспорядки»), ст. 327 УК РФ («Подделка документов») и ст. 119 УК РФ («Угроза убийством»).
21 декабря предварительное расследование было завершено. Согласно заявлению старшего помощника руководителя следственного управления СКР по УрФО Марины Борисовой, в ходе расследования было проведено 83 экспертизы, допрошено более 200 человек, осмотрено более 100 предметов и документов. Общий объём материалов дела составил более 40 томов. Один из обвиняемых был признан невменяемым, а другой (Магомед Беков) был объявлен в международный розыск.

### Задержания и аресты
10 июля Сергею Зубареву было предъявлено обвинение в хулиганстве. К этому дню все задержанные жители Сагры были отпущены под подписку о невыезде.
10 июля органы правопорядка сообщили, что они установили фамилии 15 человек из числа нападавших.
12 июля был задержан глава цыганской семьи — Сергей Краснопёров. Также в СМИ приводились выдержки из предположительного письма Лебедевой в прокуратуру, в котором та излагала свою версию событий. По этой версии она с несколькими десятками друзей ехала в Сагру поздно вечером, чтобы переночевать, а утром друзья должны были помочь ей в выборе лесопилки в Исети.
Они были не вооружены, а на въезде в посёлок по ним открыли огонь «мужики из клана Городилова», и Лебедева с друзьями разбежались. В Интернете также было выложено видео интервью Валентины Лебедевой.
13 июля был задержан предполагаемый участник событий 36-летний житель Екатеринбурга Виталий Слатимов.
Также Следственный комитет сообщил, что удалось задержать двух жителей Екатеринбурга, причастных к организации конфликта —
27-летнего Магомеда Бекова и 21-летнего студента 4 курса Уральской государственной юридической академии (УрГЮА) Артема Рабаданова. Уроженец Грозного Магомед Беков изначально был потерпевшим по данному делу (он обратился в больницу с огнестрельным ранением ног), но со временем следователями было принято решение об изменении его статуса на «подозреваемый».
15 июля решением суда Слатимов и Рабаданов были отпущены под залог в сумме 500 тысяч рублей каждый.
Вскоре Рабаданов был задержан повторно, на этот раз за Угрозу убийством (статья 119 УК РФ).
По данным следствия, накануне перестрелки он угрожал убийством несовершеннолетнему жителю Сагры, возбуждено уголовное дело.
20 июля в Свердловской области был задержан пятый подозреваемый в нападении на Сагру — Рамиль Хабиев, 1990 года рождения.
27 июля СК переквалифицировал дело по Сагре на статьи 209 (бандитизм) и 212 (массовые беспорядки) УК РФ, были задержаны:
- Шамиль Саляхов,
- Трофим Петрищев,
- Кардаш Фатахов,
- Шамиль Абдурашидов,
- Валентина Лебедева (сестра проживавшего в посёлке Вячеслава Лебедева)
- и Федорис Валиев.

22 июля в федеральный розыск был объявлен шестой подозреваемый в нападении — Шота Катамадзе, 1982 года рождения.
В этот же день Слатимову, Рабаданову и Хабиеву было официально предъявлено обвинение в совершении преступления по ст. 213 УК РФ («Хулиганство, совершенное группой лиц, по предварительному сговору, с применением оружия»). Рабаданов снова решением суда был отпущен под залог. Магомет Беков, лечившийся в больнице от полученных в Сагре ранений, скрылся от следствия и был объявлен в розыск. Появилась информация что ему мог помочь скрыться родной дядя — начальник криминальной полиции Верх-Исетского района Екатеринбурга полковник Муса Хамхоев.
На момент нападения один из нападавших мастер спорта по рукопашному бою Кардаш Фатахов являлся водителем свердловского исполкома партии «Единая Россия». Он приехал в Сагру на служебном автомобиле «Toyota Camry». После появления информации о его участии в перестрелке он был уволен.
28 июля сообщено, что за минувшие сутки задержали ещё пять человек по делу Сагры — это:
- Руслан Закиров,
- Евгений Бахарев,
- Иван Акимов,
- Вугар Гадыев
- Шохин Зарипов.

Было изъято много криминальных предметов. Всего по делу банды проходило 16 человек.
2 августа пресс-служба следственного комитета РФ сообщила, что задержаны участники банды Хукмиддин Исмаилов и Сахават Сафаров, однако через два дня по ходатайству следствия их отпустили под подписку о невыезде.
15 августа стало известно о задержании ранее объявленного в федеральный розыск Шоты Катамадзе
25 августа был арестован Порфирий Сафаров.
Год спустя был задержан Магомед Беков и доставлен в СИЗО Екатеринбурга

### Участники конфликта
| Фамилия, ИО        | Дата ареста            | Ход следствия                                                   |
| ------------------ | ---------------------- | --------------------------------------------------------------- |
| Фаиг Мусаев        | Убит в ходе конфликта. |                                                                 |
| Сергей Зубарев     |                        |                                                                 |
| Сергей Краснопёров | 12 июля                |                                                                 |
| Виталий Слатимов   | 13 июля                |                                                                 |
| Магомед Беков      | 13 июля                | 22 июля скрылся от следствия. Задержан в Ингушетии в 2012 году. |
| Артём Рабаданов    | 13 июля                | 22 июля отпущен под залог.                                      |
| Рамиль Хабиев      | 20 июля                |                                                                 |
| Шамиль Саляхов     | 27 июля                |                                                                 |
| Трофим Петрищев    | 27 июля                |                                                                 |
| Кардаш Фатахов     | 27 июля                |                                                                 |
| Шамиль Абдурашидов | 27 июля                |                                                                 |
| Валентина Лебедева | 27 июля                |                                                                 |
| Федорис Валиев     | 27 июля                |                                                                 |
| Руслан Закиров     | 28 июля                |                                                                 |
| Евгений Бахарев    | 28 июля                |                                                                 |
| Иван Акимов        | 28 июля                |                                                                 |
| Вугар Гадыев       | 28 июля                |                                                                 |
| Шохин Зарипов      | 28 июля                |                                                                 |
| Даниил Сошников    | 29 июля                |                                                                 |
| Хукмиддин Исмаилов | 2 августа              | 4 августа отпущен под подписку о невыезде.                      |
| Сахават Сафаров    | 2 августа              | 4 августа отпущен под подписку о невыезде.                      |
| Шота Катамадзе     | 15 августа             |                                                                 |
| Порфирий Сафаров   | 25 августа             |                                                                 |
| Али Селимов        | Разыскивается.         |                                                                 |

## Суд
23 соучастникам нападения предъявлены обвинения по статьям «Бандитизм», «Организация и участие в массовых беспорядках», «Подделка документов» и «Угроза убийством». Материалы дела составили 40 томов. Дело было направлено в суд.
17 июля 2012 года в Свердловском областном суде началось рассмотрение дела по нападению на Сагру. 
Заседания суда начались 2 августа, установлены дни судебных заседаний: понедельник, вторник, четверг, отмечается хамское поведение подсудимых, мат в адрес судьи.
25 декабря 2012 прокуратура сняла с подсудимых обвинение в бандитизме из-за недостатка доказательств. Это вызвало воодушевление у адвокатов обвиняемых. По мнению адвокатов обвиняемых, каждый их подзащитный оказался участником нападения случайно.
В марте 2013 года был вынесен судебный приговор. Во время судебного заседания ни один из обвиняемых свою вину не признал. Шесть из 23 участников беспорядков в поселке Сагра получили реальные сроки заключения (Иван Лебедев получил максимально строгое наказание — 6 лет колонии строгого режима; Кахабер Чичуа получил 4 года колонии строгого режима; Шота Катамадзе, Вячеслав Лебедев и Артем Рабаданов получили 4 года в колонии общего режима; Шохин Зарипов получил 20 месяцев колонии общего режима), остальные получили условные сроки заключения.
2 августа 2013 года Верховный Суд России пересмотрел приговоры Артёму Рабаданову (4 года лишения свободы условно с испытательным сроком 2 месяца), Шоте Катамадзе (2 года 2 месяцев условно) и Валентина Лебедева добилась в апелляции снижения суммы судебных издержек до 20 тысяч рублей. В остальной части приговор оставлен в силе, а жалобы потерпевших и других заявителей без удовлетворения.
В феврале 2013 года Верхнепышминский городской суд Свердловской области вынес приговор участковому Сагры Вадиму Зайниеву и заместителю начальника ОВД Верхней Пышмы Сергею Зиновьеву. Оба подсудимых признаны виновными в халатности, а Зиновьев — также в превышении должностных полномочий. По решению суда они лишены права занимать должности в органах внутренних дел и другие должности на государственной службе на три года. Зиновьев был приговорен к 3 годам 2 месяцам колонии общего режима, Зайниев — к 10 месяцам исправительных работ с удержанием 10 % зарплаты в доход государства.
В марте 2014 года суд по ходатайству гособвинения прекратил уголовное дело в отношении бывшего начальника отдела внутренних дел города Верхняя Пышма Марата Халимова, который обвинялся в халатности, повлекшей, по версии следствия, массовые беспорядки в поселке Сагра Свердловской области, а также в злоупотреблении полномочиями.

## Общественная реакция
В Екатеринбурге 7 июля вечером у Вечного огня прошло собрание «За Сагру», присутствовало до 200 человек, собрались через социальные сети в Интернете, полиция не препятствовала. Совет Федерации проверит действия силовиков во время конфликта в Сагре.
11 июля в Москве в 19 часов на Манежной площади прошёл сход граждан в поддержку жителей Сагры.

Несмотря на то, что вся деревня трезвонила в полицию о нападении, о стрельбе — налетчиков даже на обратном пути никто не остановил, а визиток своих на поле брани они не оставили. А времени для перехвата у полицейских было предостаточно. По неровной дороге от деревни до Екатеринбурга ехать никак не меньше часа.
— Николай Варсегов. Наркодельцы, устроившие бойню в уральской деревне, обещают всех спалить и вырезать… kp.ru. Дата обращения: 19 апреля 2020. //Комсомольская правда, 05.07.2011

Бандитам, которых поначалу пытались представить чуть ли не послами доброй воли — с трубками мира, банками пива и пистолетами-зажигалками, дали отпор девять местных мужчин с тремя ружьями и два десятка разгневанных женщин с вилами и кольями. А давайте спросим себя: могла ли в уральской деревушке случиться трагедия, как в кубанской станице Кущёвская, где бандиты вырезали три семьи? Или это фантазия?..
— Дмитрий Каралис. Свой-чужой? www.lgz.ru. Дата обращения: 19 апреля 2020. //Литературная газета № 28 - 2011, 13.07.2011

Вооружённая банда из 60 человек могла собраться и приехать за 50 километров «наказать» посёлок, лишь будучи уверенной в полнейшей беззащитности жителей и своей безнаказанности…
— Ксения Дубичева. Добрая деревня с вилами. К выяснению причин перестрелки в Сагре подключился глава Следственного комитета РФ. www.rg.ru. Дата обращения: 19 апреля 2020. //Российская газета, федеральный выпуск № 5523 (147), 08.07.2011

Само преступление не назовешь особенно крупным — погиб один человек, раненых нет… Но из-за бездействия милиции и этнического оттенка конфликт обрел резонанс. Слово «Сагра» стало звучать так же, как слова «Кондопога» или «Кущевская». На самом деле в этом и состоит главный вопрос, который пытаются решить власти и общественность. «Кондопога» или «Кущевская», межнациональный конфликт или распоясавшиеся бандиты?
— Татьяна Ефременко Сага о Сагре. // Лента.ру Комментарии. 08.07.2011. lenta.ru. Дата обращения: 19 апреля 2020.
4 августа в 19 часов в Сагре состоялось вручение жителям награды «Серебряный лев», на месте боя с бандой вкопают пограничный столб с надписью «Сагра 2011» [ЖЖ Ройзмана] Отчёт и фотографии —
В годовщину инцидента в Сагре, 1 июля 2012 года в ряде регионов России по инициативе движения «Право на оружие» прошли уличные акции с требованием демократизации системы правопорядка и расширения гражданских прав на самооборону. Организаторы этих акций отмечали:

1 июля 2011 года случилась битва в войне законопослушных граждан против преступности. Группа патриотов поселка Сагра отбила нападение превосходящих сил бандитов. Теперь пришла пора перейти в наступление и восстановить правопорядок по всей стране, загнав криминальный элемент туда, где он и должен находиться
— Власти Петербурга дали разрешение на проведение митинга, приуроченного к годовщине событий в уральском поселке Сагра. www.baltinfo.ru. Дата обращения: 19 апреля 2020. //Балтинфо, 27 июня 2012

## Похожие события
В селе Богоявление Подольского района Подмосковья произошло похожее событие.